# Centrophantes roeweri
Centrophantes roeweri är en spindelart som först beskrevs av Hermann Wiehle 1961.  Centrophantes roeweri ingår i släktet Centrophantes och familjen täckvävarspindlar. Inga underarter finns listade i Catalogue of Life.